# Ortopla commutanda
Ortopla commutanda är en fjärilsart som beskrevs av W. Warren 1891. Ortopla commutanda ingår i släktet Ortopla och familjen nattflyn. Inga underarter finns listade i Catalogue of Life.